# Rohatka ozdobná
Rohatka ozdobná (Ceratophrys ornata) je žába náležící do čeledi rohatkovití (Ceratophryidae) a v ní tvoří část rodu Ceratophrys. Vědecky rohatku popsal Thomas Bell roku 1843. V místním jazyce se jí říká escuerzo.

## Výskyt
Rohatka ozdobná se vyskytuje ve třech jihoamerických státech, a sice v jižní Brazílii, Argentině (zde není druh příliš početný) a Uruguayi. Lze ji najít v regionech Buenos Aires, Córdoba, Entre Ríos, La Pampa, Mendoza, Santa Fe, Rocha, San José a Rio Grande do Sul. Areál jejího výskytu protínají některé chráněné areály. Žába obývá travnaté oblasti (například pampy) s dočasnými vodními toky. Žije od hladiny moře po asi 500 m.

## Popis
Rohatka ozdobná dosahuje velikosti mezi 10 až 12 centimetry. Je to mohutný druh s velkou hlavou, tělo dosahuje skoro stejné šířky jako délky, naopak končetiny se vyvinuly krátké. Tympanum je viditelné. V prostorné tlamě lze spatřit velké zuby. Rohatka ozdobná je zabarvena temně zeleným odstínem a zdobena skvrnami, přes hlavu se táhne znak ve tvaru V (platí pro žáby z Uruguaye). Podobným druhem je rohatka brazilská (Ceratophrys cornuta).

## Chování

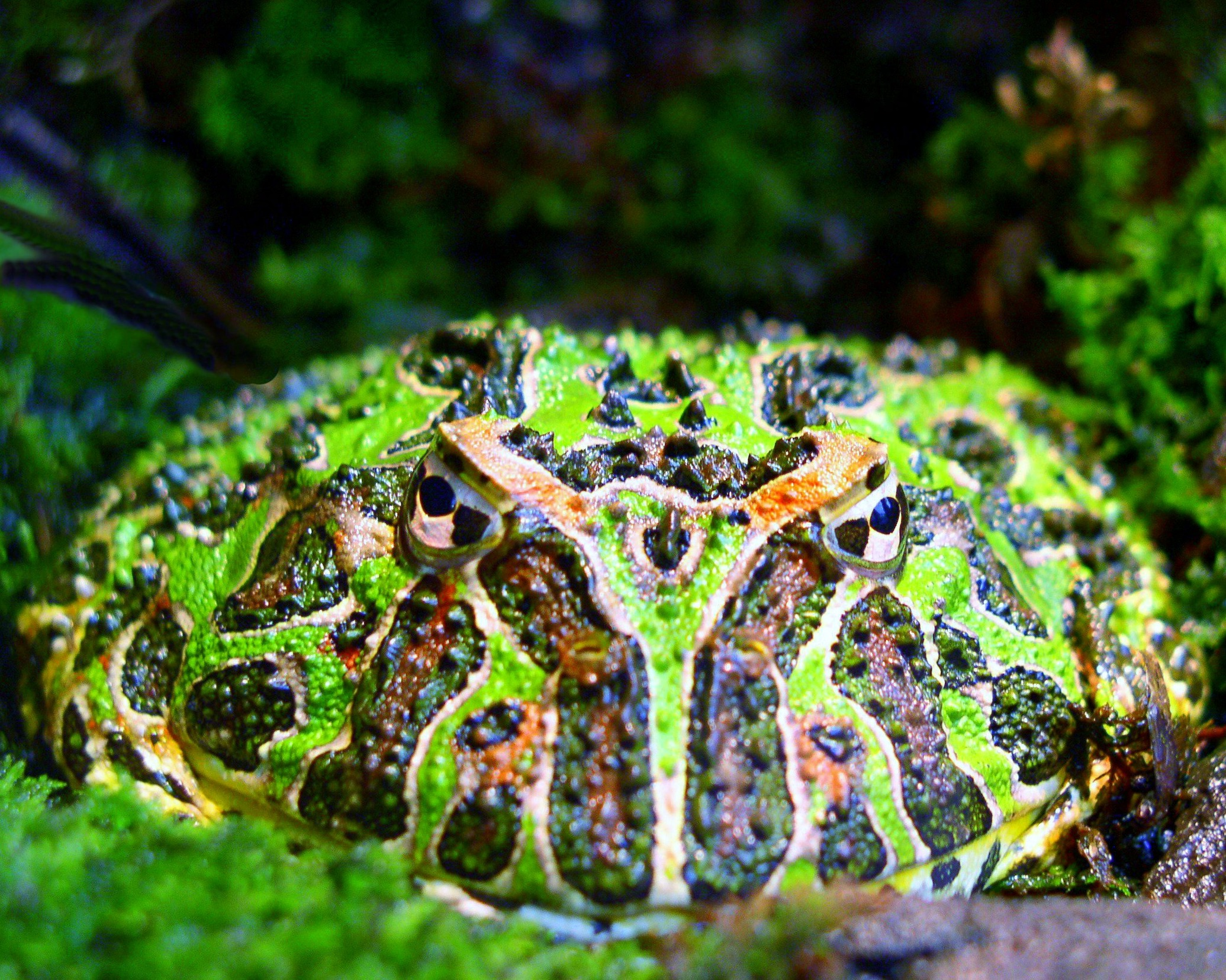
Rohatka ozdobná

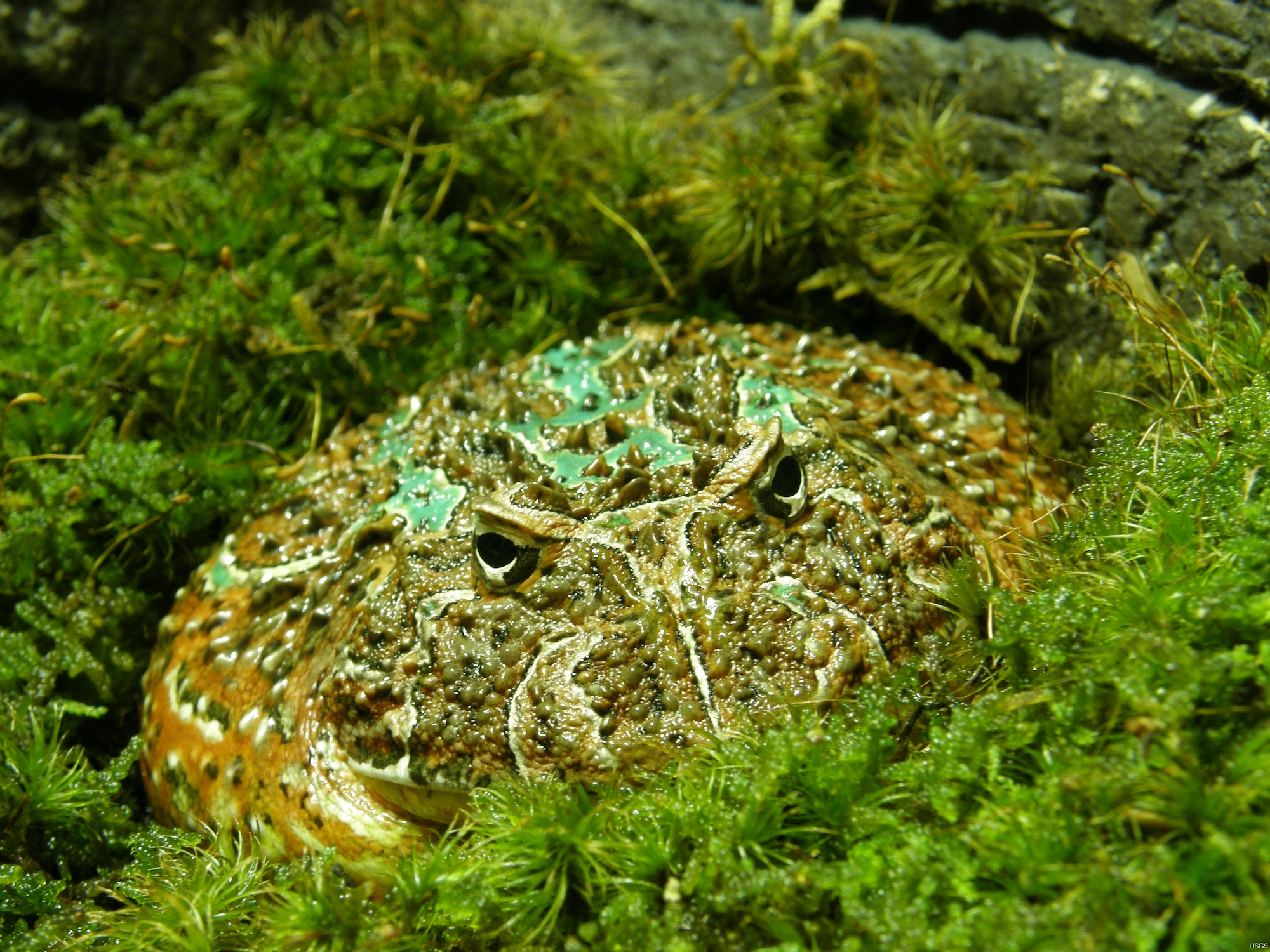
Rohatka ozdobná

Druh žije na zemi a aktivitu projevuje v noci. Období sucha tráví rohatka skryta v podzemí, kde si vytváří ochranný obal, jenž brání ztrátám vody. Žába se stane opětovně aktivní teprve v době, kdy nastanou lepší podmínky. Jedná se o predátora. Kvůli své stavbě těla není rohatka schopna svou kořist pronásledovat, orientovala se proto na lov ze zálohy. Obyčejně nehybně vyčkává například v listoví a čeká, až se k ní kořist dostane na potřebnou vzdálenost, aby ji mohla bleskově uchvátit a zhltnout. Rohatka loví především jiné žáby. V Uruguay byla provedena studie, při níž byl těmto tvorům zkoumán obsah žaludku. Z ní vyplynulo, že jiné druhy obojživelníků tvořily 78,5 % jídelníčku, za nimi byli ptáci se 11,7 %, hlodavci se 7,7 % a zbytek byl tvořen hady a dalšími zvířaty. Rohatka se tedy soustředí převážně na lov jiných obratlovců, naopak hmyzem se neživí. Může zabít i zvířata dosahující podobné velikosti jako ona sama. Rozmnožování probíhá ke konci jara. Tisíc až dva tisíce vajíček žába klade na dno dočasných vodních zdrojů. Z vajíček se vylíhnou pulci, kteří jsou podobně jako dospělci draví. Žerou jiné pulce, avšak ke kanibalismu nedochází. Pulci totiž navzájem komunikují ve vodě zvuky, jež jsou schopni vydávat již třetí den od vylíhnutí. Mezi larvami všech živočichů jsou právě kvůli vysílání zvuku pod vodou pulci rohatky ozdobné výjimkou, nehledě k tomu, že se jedná o první larvu obratlovce, u níž bylo vydávání zvuku zaznamenáno.

## Ohrožení
Populace rohatky ozdobné klesá. Hlavním nebezpečím je ztráta habitatu, rovněž je pronásledována lidmi. Žáby jsou lapány pro obchod či vědecké výzkumy, mohou být rovněž zabíjeny z mylné představy, že jsou jedovaté. Mezinárodní svaz ochrany přírody rohatku ozdobnou hodnotí jako téměř ohrožený druh. Úmluva o mezinárodním obchodu s ohroženými druhy volně žijících živočichů a rostlin žábu nehodnotí.